# Pierre Maudru
Pierre Maudru född 24 april 1892 i Asnières (Seine), död 1 mars 1992 i Paris, var en fransk manusförfattare och regissör, son till regissören Charles Maudru.

## Filmmanus i urval
- 1940 – Vita negern
- 1932 – Service de nuit
- 1931 – Falska miljonären